# Caversham AFC
Der Caversham Association Football Club war ein neuseeländischer Fußballklub, benannt nach Caversham, einem Vorort von Dunedin in der Region Otago. Seinen Sitz hatte der Klub aber im Vorort Forbury.

## Geschichte
Der im Jahr 1931 gegründete Klub erreichte in den Jahren 1938 und 1940 jeweils das Finale des Chatham Cup, konnte dieses aber in keinem der beiden Fälle gewinnen.
In der Liga gelang es Ende der 1960er Jahre in die Division 1 aufzusteigen. Zur Saison 1971 nahm man dann erstmals an der National Soccer League teil. Hier änderte man seinen Namen vorübergehend in Dunedin Suburbs. Nachdem man am Ende der Saison 1973 über den letzten Platz, wieder in die Division 1 runter musste. Nachdem man hier direkt wieder Meister wurde, gewann man auch die Playoffs um die Relegation und spielte so ab der Saison 1975 wieder in der National League, diesmal hielt diese Zeit wieder für drei Jahre, womit man nach der Spielzeit 1977 wieder abstieg.
Nun hielt man sich erst einmal über gut 10 Jahre in der Division 1, musste von hier zur Saison 1990 aber auch wieder runter in die Division 2. Nachdem man zur Saison 1994 wieder in die Division 1 zurückgekehrt war, konnte man in der Saison 1996 dann sogar in der Premier League spielen. Nachdem man in der South Island Soccer League die Saison 1999 auf dem vierten Platz abgeschlossen hatte, ging man zur Folgesaison in die FootballSouth Premier League über.
Hier etablierte man sich nun zu einem sehr dominanten Klub. Allein in den ersten drei Spielzeiten konnte man immer die Meisterschaft gewinnen. Nachdem man in der Saison 2003 als Vize-Meister Roslyn-Wakari Vortritt geben lassen musste, startete man eine neue Serie, die mit insgesamt sieben Titeln bis zum Jahr 2010 andauerte. Danach duellierte man sich um den Meistertitel erst einmal mit Dunedin Technical und holte seine nächste Meisterschaft so erst 2012. Von der Saison 2014 bis 2017 gewann man dann nochmal vier Meisterschaften. Danach übernahmen aber andere Mannschaften die Spitze und Caversham rutschte ins Mittelfeld der Liga ab.
Im Jahr 2020 schloss sich der Klub dann mit Dunedin Technical zusammen, um von nun an zusammen als South City Royals im Spielbetrieb aktiv zu sein.

## Erfolge
- FootballSouth Premier League
  - Meister (15): 2000, 2001, 2002, 2004, 2005, 2006, 2007, 2008, 2009, 2010, 2012, 2014, 2015, 2016, 2017

## Bekannte Spieler
- Ken Armstrong, englischer sowie neuseeländischer Nationalspieler